# 쩐의 전쟁

《쩐의 전쟁》(쩐의 戰爭)은 2007년 5월 16일부터 2007년 7월 19일까지 방영된 SBS 드라마 스페셜이다. 2007년 7월 5일에 본편이 종영된 이후, 작품의 완성도를 높이기 위해서, 2007년 7월 11일부터 4부작 번외편이 2주간 추가 방영되었다.

## 줄거리
돈에 복수하려다 돈의 노예가 되어버린 한 남자의 휴먼스토리로, 날로 갈수록 심화되고 있는 황금만능주의와 한탕주의에 빠진 세대를 강도 높게 비판한 서스펜스 스릴러 드라마

## 등장 인물

### 주요 인물
- 박신양 : 금나라 역 - 사채업자. 아버지의 빚 때문에 사채업자가 됨.
- 박진희 : 서주희 역 - 은행원. 금나라한테 돈을 빌리고 빚을 갚지 못하자 스스로 담보가 됨.
- 신동욱 : 하우성 역 - 사채업자. 금나라의 라이벌로 여겨두는 사채업자
- 김정화 : 이차연 역 - 금나라의 여자친구, 봉 여사의 손녀

### 주변 인물
- 신구 : 독고철 역 - 사채업자. 금나라가 사채업자가 되기 위해 일부러 접근하는 인물
- 이원종 : 마동포 역 - 사채업자, 동포사의 대표이며, 금나라의 아버지 금상수와는 채권관계[1]였고, 이로 인해 금상수가 빚에 대한 압박을 견디지 못해서 자살하게 되는 결정적 요인을 제공한 장본인이다.
- 여운계 : 봉인자 역 - 이차연의 친할머니, 사채시장의 큰손
- 박인환 : 서인철 역 - 고등학교 교사, 서주희의 아버지
- 이영은 : 금은지 역 - 금나라의 여동생
- 정수영 : 김현정 역 - 은행원, 서주희의 동료이며 친구
- 장동직 : 강인혁 역 - 부동산회사 사장, 금나라의 중학교 동창
- 김뢰하 : 김동구 역 - 조직폭력배, 고아원 출신

### 그 외 인물
- 김형범 : 조철수 역 - 사채업자, 노숙자에서 사채업자가 된 인물
- 최성호 : 이영석 역 - 금은지의 남편
- 김광식 : 수표 역 - 마동포의 수하
- 김철수 : 전태 역 - 마동포의 수하
- 김병선 : 미스 조 역 - 마동포의 비서
- 최용민 : 은행 지점장 역
- 이재용 : 오재봉 역 - 갈매기파 보스
- 오연서 : 박은지 역
- 박종설
- 한춘일
- 김진형
- 신범식

### 우정출연
- 이문식 : 증권회사 직원 역 - 금나라의 직장 상사.
- 故 남일우 : 금상수 역 - 금나라의 아버지. 양말 공장을 운영하다가 과중한 빚에 시달리게 되면서 가족들 몰래 인적이 드문 곳으로 잠적하였고, 잠적한 장소에서 아들 나라와의 마지막 통화를 끝으로 자살하고 만다.[2]
- 정재순 : 이경자 역 - 금나라의 어머니. 마동포네 가정부였으며, 남편이 진 빚으로 인해 쓰러져서 뇌출혈 진단을 받게 되었고, 오랜 시간 투병 생활하다가 남편의 자살 소식을 아들 나라에게 전해들은 직후 숨을 거두고 만다.

## 번외편 등장 인물

### 주요 인물
- 박신양 : 금나라 역
- 김옥빈 : 이수영 역 - 사채업자. 금나라가 사랑하는 여자이며, 한때 하우성의 연인이었음.
- 신동욱 : 하우성 역 - 사채업자, 금나라에게 복수하러 돌아온 사채업자
- 정소영 : 김혜원 역 - 비서, 하우성의 비서
- 박해미 : 진회장 역 - 사채업자, 사채시장의 큰손

### 그 외 인물
- 이원종 : 양봉구(梁封九-명함) 역
- 서준영 : 김별이 역
- 민지영 : 홍은주 역
- 신준영 : 홍은주의 남편 역
- 박영지 : 박 의원 역
- 이병준 : 김민구 역
- 임성언 : 사기꾼 땡글이 역

## 시청률
최저 시청률과 최고 시청률은 시청률 조사회사와 지역별로 시청률에 차이가 있을 수 있습니다.
| 2007년                 | 2007년      | 2007년         | 2007년         | 2007년       |
| 회차                   | 방송일      | TNmS 시청률    | AGB 시청률     | AGB 시청률   |
| 회차                   | 방송일      | 대한민국(전국) | 대한민국(전국) | 서울(수도권) |
| ---------------------- | ----------- | -------------- | -------------- | ------------ |
| 제1회                  | 5월 16일    | 17.3%          | 16.4%          | 17.9%        |
| 제2회                  | 5월 17일    | 23.3%          | 22.5%          | 24.2%        |
| 제3회                  | 5월 23일    | 26.5%          | 24.5%          | 26.4%        |
| 제4회                  | 5월 24일    | 28.8%          | 26.6%          | 28.3%        |
| 제5회                  | 5월 30일    | 27.3%          | 25.5%          | 26.0%        |
| 제6회                  | 5월 31일    | 30.5%          | 30.0%          | 31.0%        |
| 제7회                  | 6월 6일     | 33.5%          | 32.5%          | 33.1%        |
| 제8회                  | 6월 7일     | 31.9%          | 34.1%          | 36.0%        |
| 제9회                  | 6월 13일    | 33.4%          | 33.5%          | 34.8%        |
| 제10회                 | 6월 14일    | 34.6%          | 33.9%          | 34.5%        |
| 제11회                 | 6월 20일    | 34.6%          | 34.9%          | 37.0%        |
| 제12회                 | 6월 21일    | 35.3%          | 35.2%          | 35.6%        |
| 제13회                 | 6월 27일    | 34.3%          | 33.3%          | 35.0%        |
| 제14회                 | 6월 28일    | 34.2%          | 34.6%          | 35.6%        |
| 제15회                 | 7월 4일     | 34.5%          | 34.8%          | 35.7%        |
| 제16회                 | 7월 5일     | 36.0%          | 36.3%          | 36.6%        |
| 평균 시청률            | 평균 시청률 | 31.0%          | 30.5%          | 31.7%        |
| 보너스 라운드 (번외편) |             |                |                |              |
| 제17회                 | 7월 11일    | 26.7%          | 26.0%          | 27.2%        |
| 제18회                 | 7월 12일    | 28.5%          | 29.3%          | 30.9%        |
| 제19회                 | 7월 18일    | 24.1%          | 25.2%          | 26.2%        |
| 제20회                 | 7월 19일    | 26.4%          | 26.9%          | 27.1%        |
| 평균 시청률            | 평균 시청률 | 26.4%          | 26.9%          | 27.9%        |

## 수상 경력
- 2007년 SBS 연기대상 네티즌 최고 인기상, 10대 스타상, 대상 박신양
- 2007년 SBS 연기대상 10대 스타상, 여자 최우수연기상 박진희
- 2007년 SBS 연기대상 미니시리즈 부문 남자 조연상 이원종
- 2007년 SBS 연기대상 뉴스타상 신동욱
- 2007년 SBS 연기대상 뉴스타상 이영은
- 2007년 SBS 연기대상 공로상 신구
- 2008년 제44회 백상예술대상 TV부문 드라마 작품상
- 2008년 제44회 백상예술대상 TV부문 남자 최우수연기상 박신양
- 2008년 제35회 한국방송대상 중단편드라마부문 작품상

## 참고 사항
- KBS 드라마본부의 고영탁 선임 PD의 인터뷰에서, "박인권의 동명 원작을 극화하여, SBS가 야심차게 기획한 수목드라마 '쩐의 전쟁'은 남녀간의 알콩달콩한 러브 스토리와 가족애, 재벌가들의 성공 스토리에만 치중했던 기존 상업적 트렌디 드라마와는 달리, 수 많은 시청자들의 심금을 울리기 위한 무거운 주제 의식을 갖춘 소재로, 사회적으로 가장 큰 화두가 되고 있는 불법 사채로 인한 경제적 폐해의 심각성을 지적해보면서, 돈을 행복의 척도로 철석같이 믿고, 오로지 돈 벌이에만 파묻혀 살아가는 현대 사회에 어두운 단면을 진지하게 바라볼 수 있는 드라마로 방향을 잡은 점이 가장 큰 성공 요인이었다"라고 덧붙였다. 이로써, 불법 사채가 누구나 언제든지 일어날 수 있는 심각한 사회적 문제라는 관점에서, 우리 시대의 시청자들에게 돈의 의미를 한 번쯤 진지하게 돌이켜 볼 수 있는 반면교사 역할을 제공한 점에서 가장 긍정적인 반응을 얻은 만큼, 작품성과 화제성 측면에서 30% 내외의 압도적인 시청률을 기록하는 기염을 토한 역대 최대 기록이다.
- 쩐의 전쟁 방영 분량이 당초 16부작으로 종영할 예정이었지만, 작품의 완성도를 높이기 위해서, 4회 추가 연장되어 20부작으로 변경되었다.

## 사운드 트랙

### 쩐의 전쟁 OST
| #  | 제목                                                      | 작사   | 작곡   | 재생 시간 |
| -- | --------------------------------------------------------- | ------ | ------ | --------- |
| 1. | 〈심플 라이프(Simple Life) (Feat. 후니훈)〉 (스윗 소로우) | 윤사라 | 김형석 | 3:33      |
| 2. | 〈알 수 없는 일〉 (스윗 소로우)                           | 심재희 | 김형석 | 4:46      |
| 3. | 〈알 수 없는 일〉 (제미니)                                | 심재희 | 김형석 | 4:47      |
| 4. | 〈혼자 지는 달〉 (케이윌)                                 | 심재희 | 김형석 | 4:46      |
| 5. | 〈심플 라이프 (Simple Life) (Inst.)〉                     |        |        | 3:33      |
| 6. | 〈알 수 없는 일 (Instrumental)〉                          |        |        | 4:46      |
| 7. | 〈알 수 없는 일 (Piano Instrumental)〉                    |        |        | 4:47      |
| 8. | 〈혼자 지는 달 (Instrumental)〉                           |        |        | 4:46      |

### 쩐의 전쟁 1.5집 OST
| #   | 제목                                     | 작사   | 작곡   | 재생 시간 |
| --- | ---------------------------------------- | ------ | ------ | --------- |
| 1.  | 〈쩐의 전쟁 출사표 (50s Ver.)〉 (솔로몬) | 하광석 | 하광석 | :47       |
| 2.  | 〈일년을 하루같이(타이틀곡)〉 (바비 킴)  | 하광석 | 하광석 | 3:09      |
| 3.  | 〈쩐의 전쟁 출사표〉 (솔로몬)            | 하광석 | 하광석 | 3:15      |
| 4.  | 〈쩐의 전쟁 (방황)〉 (솔로몬)            |        |        | 1:03      |
| 5.  | 〈쩐의 전쟁 (슬픔) (Piano Ver.)〉        |        |        | 2:45      |
| 6.  | 〈쩐의 연가 - 뒷모습〉                   |        |        | 2:50      |
| 7.  | 〈일년을 하루같이 (Inst.)〉              |        |        | 3:09      |
| 8.  | 〈쩐의 전쟁 출사표 (Inst.)〉             |        |        | 3:15      |
| 9.  | 〈쩐의 전쟁 출사표 (Acoustic Ver.)〉     |        |        | 1:03      |
| 10. | 〈쩐의 연가 - 욕망의 눈물〉              |        |        | 1:46      |